# Otostigmus australianus
Otostigmus australianus är en mångfotingart som beskrevs av Carl Graf Attems 1930. Otostigmus australianus ingår i släktet Otostigmus och familjen Scolopendridae. Inga underarter finns listade i Catalogue of Life.